# جهان‌شهر

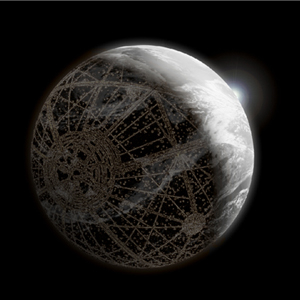
تصویری از ترانتور، جهان‌شهر خیالی از امپراتوری کهکشانی ایزاک آسیموف

جهان‌شهر (به انگلیسی: Ecumenopolis) (از واژهٔ یونانی: οἰκουμένη oecumene به معنی 'جهان'، و πόλις polis به معنی 'شهر'، بنابراین واژهٔ ترکیبی ecumenopolises یا ecumenopoleis به معنی جهان‌شهر است)، مفهومی فرضی از یک شهر در سراسر سیاره است.

## در فرهنگ مردم
پیش از ایجاد این اصطلاح، این مفهوم در گذشته مورد بحث قرار گرفته بود. رهبر مذهبی آمریکایی توماس لیک هریس (۱۸۲۳–۱۹۰۶) در آیات خود از سیاره‌شهرها نام می‌برد و ایزاک آسیموف نویسنده داستان‌های علمی تخیلی نیز از ترانتور سیاره‌شهر به عنوان زمینه برخی از رمان‌های بنیاد خود استفاده می‌کند.